# Guilherme Afonso
Pour les articles homonymes, voir Afonso.

Guilherme Afonso, né le 15 novembre 1985 à Luanda en Angola, est un ancien footballeur helvético-angolais . Il évoluait au poste d'attaquant.

## Biographie
Formé à Carouge, il évolue avec la première équipe dès l'âge de 15ans.
Joueur au profil technique, rapide et adroit devant le but, il est rapidement repéré par le FC Twente, après un court passage au ASOA Valence.
À l'adolescence, son talent est remarqué en Suisse, ce qui lui donne l'opportunité d'évoluer à 17 reprises avec les moins de 19 ans de la Nati, entre 2002 et 2004. Il participe notamment au Championnat d'Europe des moins de 19 ans avec l'équipe de Suisse en 2004. Cependant, il ne dispute qu'une rencontre avec les espoirs.
Guilherme Afonso a joué 33 matchs en première division néerlandaise avec le FC Twente. Il a ensuite été prêté au BV Veendam, en deuxième division néerlandaise, avant de retrouver la Suisse par l'intermédiaire du FC Sion.
Il remporte la Coupe de Suisse en 2009 avec le FC Sion, face au BSC Young Boys. Au cours de cette finale, il participe grandement à la "remontada" spectaculaire de son équipe, menée 2-0 dès la 40ème minute de jeu, en inscrivant un but somptueux à la 88 ème minute du temps réglementaire. Il permet ainsi au FC Sion de remporter la 11ème coupe de Suisse de son histoire, et gagne le seul trophée majeure de sa carrière.
En 2011, finit deuxième meilleur buteur du FC Lugano, avec 10 réalisations.
En 2013, il est sélectionné pour la première par le sélectionneur de l'Angola Gustavo Ferrín pour participer à la Coupe d'Afrique des nations. En tout, il comptabilise 8 sélections pour 2 buts.
C'est en 2016, après des courts passages dans des clubs en Angola, que l'ancien espoir suisse met fin à sa carrière professionnelle, signant toutefois au FC Azzurri.

## Statistiques
| Saison                | Club                  | Championnat           | Championnat | Championnat | Coupe(s) nationale(s) | Coupe(s) nationale(s) | Compétition(s) continentale(s) | Compétition(s) continentale(s) | Compétition(s) continentale(s) | Angola | Angola | Total | Total |
| Saison                | Club                  | Division              | M.          | B.          | M.                    | B.                    | Comp.                          | M.                             | B.                             | M.     | B.     | M.    | B.    |
| 2001-2002             | Étoile Carouge        | LNB                   | 2           | 0           | -                     | -                     | -                              | -                              | -                              | -      | -      | 2     | 0     |
| 2002-2003             | Étoile Carouge        | 1re ligue             | 15          | 5           | -                     | -                     | -                              | -                              | -                              | -      | -      | 15    | 5     |
| Sous-total            | Sous-total            | Sous-total            | 17          | 5           | -                     | -                     | -                              | -                              | -                              | -      | -      | 17    | 5     |
| 2003-2004             | ASOA Valence          | Ligue 2               | 3           | 0           | -                     | -                     | -                              | -                              | -                              | -      | -      | 3     | 0     |
| Sous-total            | Sous-total            | Sous-total            | 3           | 0           | -                     | -                     | -                              | -                              | -                              | -      | -      | 3     | 0     |
| 2004-2005             | FC Twente             | Eredivisie            | 8           | 0           | 1                     | 0                     | -                              | -                              | -                              | -      | -      | 9     | 0     |
| 2005-2006             | FC Twente             | Eredivisie            | 23          | 2           | -                     | -                     | -                              | -                              | -                              | -      | -      | 23    | 2     |
| 2006-2007             | FC Twente             | Eredivisie            | -           | -           | -                     | -                     | CI                             | 1                              | 0                              | -      | -      | 1     | 0     |
| Sous-total            | Sous-total            | Sous-total            | 31          | 2           | 1                     | 0                     | -                              | 1                              | 0                              | -      | -      | 33    | 2     |
| 2006-2007             | BV Veendam (prêt)     | Eerste Divisie        | 15          | 2           | -                     | -                     | -                              | -                              | -                              | -      | -      | 15    | 2     |
| 2007-2008             | BV Veendam (prêt)     | Eerste Divisie        | 24          | 4           | -                     | -                     | -                              | -                              | -                              | -      | -      | 24    | 4     |
| 2008-2009             | BV Veendam (prêt)     | Eerste Divisie        | 5           | 0           | -                     | -                     | -                              | -                              | -                              | -      | -      | 5     | 0     |
| Sous-total            | Sous-total            | Sous-total            | 44          | 6           | -                     | -                     | -                              | -                              | -                              | -      | -      | 44    | 6     |
| 2008-2009             | FC Sion               | Super League          | 12          | 2           | 2                     | 1                     | -                              | -                              | -                              | -      | -      | 14    | 3     |
| 2009-2010             | FC Sion               | Super League          | 5           | 0           | 0                     | 0                     | C3                             | 1                              | 0                              | -      | -      | 6     | 0     |
| 2009-2010             | Grasshopper (prêt)    | Super League          | 7           | 0           | 1                     | 0                     | -                              | -                              | -                              | -      | -      | 8     | 0     |
| 2010-2011             | FC Lugano (prêt)      | Challenge League      | 29          | 10          | 3                     | 3                     | -                              | -                              | -                              | -      | -      | 32    | 13    |
| 2011-2012             | FC Sion               | Super League          | 11          | 1           | 3                     | 1                     | C3                             | 2                              | 0                              | -      | -      | 16    | 2     |
| 2011-2012             | FC Lugano (prêt)      | Challenge League      | 8           | 5           | 0                     | 0                     | -                              | -                              | -                              | -      | -      | 8     | 5     |
| Sous-total            | Sous-total            | Sous-total            | 72          | 18          | 9                     | 5                     | -                              | 3                              | 0                              | -      | -      | 84    | 23    |
| 2012-2013             | FC Vaduz              | Challenge League      | 27          | 3           | 2                     | 1                     | -                              | -                              | -                              | -      | -      | 29    | 4     |
| Sous-total            | Sous-total            | Sous-total            | 27          | 3           | 2                     | 1                     | -                              | -                              | -                              | -      | -      | 29    | 4     |
| 2013                  | 1° de Agosto          | Girabola              |             |             |                       |                       | -                              | -                              | -                              | 8      | 2      | 8     | 2     |
| Sous-total            | Sous-total            | Sous-total            |             |             |                       |                       | -                              | -                              | -                              | 8      | 2      | 8     | 2     |
| 2014                  | Kabuscorp             | Girabola              |             |             |                       |                       | CL                             | 2                              | 1                              | -      | -      | 2     | 1     |
| 2015                  | Kabuscorp             | Girabola              |             |             |                       |                       | -                              | -                              | -                              | -      | -      | 0     | 0     |
| 2016                  | Kabuscorp             | Girabola              |             |             |                       |                       | -                              | -                              | -                              | -      | -      | 0     | 0     |
| Sous-total            | Sous-total            | Sous-total            |             |             |                       |                       | -                              | 2                              | 1                              | -      | -      | 2     | 1     |
| 2016-2017             | FC Azzuri Lausanne    | 1re ligue             | 4           | 1           | 2                     | 3                     | -                              | -                              | -                              | -      | -      | 6     | 4     |
| Sous-total            | Sous-total            | Sous-total            | 4           | 1           | 2                     | 3                     | -                              | -                              | -                              | -      | -      | 6     | 4     |
| Total sur la carrière | Total sur la carrière | Total sur la carrière | 198         | 35          | 14                    | 9                     | -                              | 6                              | 1                              | 8      | 2      | 226   | 47    |

## Palmarès
- Vainqueur de la Coupe de Suisse en 2009 avec le FC Sion